# Gina Torres

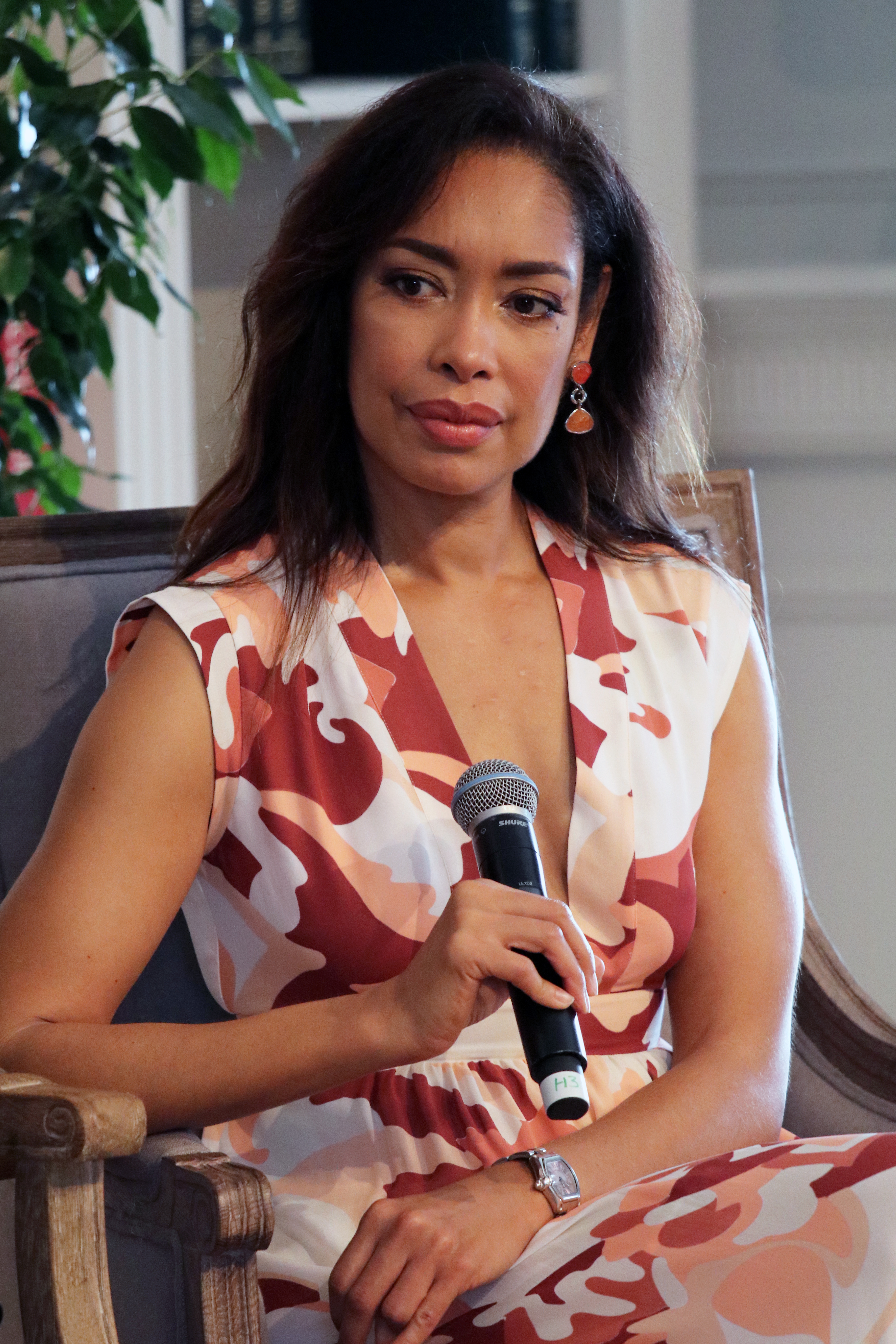
Gina Torres (2018)

Gina Torres (* 25. April 1969 in Manhattan, New York City) ist eine US-amerikanische Film- und Fernsehschauspielerin, die in den vergangenen Jahren in mehreren erfolgreichen Fernsehserien zu sehen war.

## Leben
Torres’ Familie stammt aus Kuba. Sie wuchs in der Bronx auf und besuchte die renommierte High School of Music and Art in New York, wo sie als Mezzosopranistin ausgebildet wurde. Da sie sich den Besuch eines Colleges nicht leisten konnte, hielt sie sich mit verschiedenen Schauspieljobs über Wasser. 1992 hatte sie ihre erste erwähnenswerte Fernsehrolle in der Serie Law & Order, in der sie drei Jahre später erneut erschien, allerdings in anderer Rolle. Außerdem hatte sie mehrere Rollen in der Seifenoper Liebe, Lüge, Leidenschaft, in der auch ihr späterer Firefly-Kollege Nathan Fillion mitwirkte.
1994 war sie in dem Broadway-Musical The Best Little Whorehouse Goes Public zu sehen.
Es folgten verschiedene Gastauftritte in Serien wie NYPD Blue, Dark Angel, Profiler und Xena – Die Kriegerprinzessin. Ab 1997 war sie in der Rolle der Nebula in insgesamt acht Folgen von Hercules zu sehen. 1998 spielte sie in der Fernsehserie Nikita die lesbische feindliche Agentin Jenna Vogler in der Folge Die lebende Bombe (Open Heart).
Nachdem ihre erste eigene Serie Cleopatra 2525 gefloppt war, übernahm sie 2001 die zweite Serien-Hauptrolle in Joss Whedons Firefly – Der Aufbruch der Serenity und spielte erstmals in Alias – Die Agentin eine Rolle, die sie 2005 und 2006 erneut für einige Folgen übernahm. Whedon verpflichtete sie außerdem für die vierte Staffel von Angel – Jäger der Finsternis, wo sie als Dämonengöttin Jasmine der Hauptgegner Angels war.
Nach weiteren Gastauftritten in The Guardian – Retter mit Herz, CSI, The Shield – Gesetz der Gewalt, Without a Trace – Spurlos verschwunden und mehreren Folgen der Erfolgsserie 24, spielte sie 2006 wieder eine Hauptrolle als Chefin einer Einsatztruppe für Geiselnahmen in der Serie Standoff.
Danach trat sie wieder in zahlreichen Fernsehserien in Gastrollen auf, u. a. in Boston Legal, Bones – Die Knochenjägerin, Criminal Minds, Eli Stone, Dirty Sexy Money, Pushing Daisies, The Unit – Eine Frage der Ehre, Drop Dead Diva, FlashForward, Gossip Girl und Vampire Diaries.
Nachdem sie 1996 in den Kinofilmen Das Rosenbett und The Substance of Fire kleinere Nebenrollen erhalten hatte, ruhte ihre Filmkarriere vorerst. Erst seit ihrer Nebenrolle in den beiden Matrix-Fortsetzungen Matrix Reloaded und Matrix Revolutions (beide 2003) ist sie regelmäßig in Kinoproduktionen zu sehen. 2005 erhielt sie in Serenity – Flucht in neue Welten ihre erste Film-Hauptrolle. Es folgte eine Nebenrolle in dem Thriller Five Fingers (2006) an der Seite ihres Mannes Laurence Fishburne. Eine weitere Hauptrolle bekam sie 2007 in der Filmkomödie Ich glaub, ich lieb meine Frau mit Chris Rock. Anschließend spielte sie in dem Drama Don’t Let Me Drown mit, das 2009 auf dem Sundance Film Festival Premiere hatte. Im gleichen Jahr spielte sie die Rolle Marlena im Actionfilm Into the Blue 2 – Das goldene Riff. Von 2011 bis 2018 spielte sie in der Anwaltsserie Suits in der Hauptrolle als Jessica Pearson mit. In der sechsten Staffel verließ sie die Serie. Während der siebten Staffel hatte sie erneut Gastauftritte und 2019 entstand als Spin-off eine Staffel Pearson.
Am 20. September 2002 heiratete sie Laurence Fishburne. Ihre gemeinsame Tochter wurde im Sommer 2007 geboren. Im September 2017 gab das Paar die Trennung bekannt.

## Filmografie (Auswahl)
- 1992: Unnatural Pursuits (eine Folge)
- 1992: Law & Order (eine Folge)
- 1994: M.A.N.T.I.S. (Fernsehfilm)
- 1995: Law & Order (eine Folge)
- 1995: New York Cops – NYPD Blue (NYPD Blue, eine Folge)
- 1995: Liebe, Lüge, Leidenschaft (One Life to Live, 12 Folgen)
- 1996: Das Rosenbett (Bed of Roses, Film)
- 1996: Dark Angel – Tödliche Beichte (Dark Angel, Fernsehfilm)
- 1996: Liebe, Lüge, Leidenschaft (One Life to Live, 5 Folgen)
- 1996: The Substance of Fire (Film)
- 1997–1999: Hercules (Hercules: The Legendary Journeys, 8 Folgen)
- 1997: Profiler (eine Folge)
- 1997: The Underworld (Fernsehfilm)
- 1997: The Gregory Hines Show (eine Folge)
- 1997: Xena – Die Kriegerprinzessin (Xena: Warrior Princess, eine Folge)
- 1998: Applaus! Applaus! (Encore! Encore!, eine Folge)
- 1998: Hercules (Hercules: The Legendary Journeys, eine Folge)
- 1998: Nikita (La Femme Nikita, Folge 2x09 Die lebende Bombe)
- 2000–2001: Cleopatra 2525 (28 Folgen)
- 2001–2002: Alabama Dreams (Any Day Now, 3 Folgen)
- 2001–2006: Alias – Die Agentin (Alias, 6 Folgen)
- 2002–2003: Firefly – Der Aufbruch der Serenity (Firefly, 14 Folgen)
- 2003: Angel – Jäger der Finsternis (Angel, 5 Folgen)
- 2003: The Agency – Im Fadenkreuz der C.I.A. (The Agency, eine Folge)
- 2003: Matrix Reloaded (The Matrix Reloaded, Film)
- 2003: The Guardian – Retter mit Herz (The Guardian, eine Folge)
- 2003: The Law and Mr. Lee (Fernsehfilm)
- 2003: Matrix Revolutions (The Matrix Revolutions, Film)
- 2004–2006: Die Liga der Gerechten (Justice League, 5 Folgen, Stimme Mari McCabe)
- 2004: Gramercy Park (Fernsehfilm)
- 2004: 24 (7 Folgen)
- 2004: CSI: Vegas (CSI: Crime Scene Investigation, eine Folge)
- 2004: Hair Show (Film)
- 2005: Soccer Moms (Fernsehfilm)
- 2005: Fair Game (Film)
- 2005: Serenity – Flucht in neue Welten (Serenity, Film)
- 2006–2007: Standoff (Standoff, 18 Folgen)
- 2006: Five Fingers (Five Fingers, Film)
- 2006: Jam (Film)
- 2006: The Shield – Gesetz der Gewalt (The Shield, eine Folge)
- 2006: Without a Trace – Spurlos verschwunden (Without a Trace, eine Folge)
- 2007: Dirty Sexy Money (eine Folge)
- 2007: Ich glaub, ich lieb meine Frau (I Think I Love My Wife, Film)
- 2007: South of Pico (Film)
- 2008–2009: Eli Stone (2 Folgen)
- 2008: Bones – Die Knochenjägerin (Bones, eine Folge)
- 2008: Boston Legal (eine Folge)
- 2008: Criminal Minds (eine Folge)
- 2009: Applause for Miss E (Fernsehfilm)
- 2009: Don’t Let Me Drown (Film)
- 2009: Washington Field (Fernsehfilm)
- 2009: Dirty Sexy Money (eine Folge)
- 2009: Drop Dead Diva (eine Folge)
- 2009: FlashForward (eine Folge)
- 2009: Gossip Girl (2 Folgen)
- 2009: Pushing Daisies (eine Folge)
- 2009: The Unit – Eine Frage der Ehre (The Unit, eine Folge)
- 2010: Huge (10 Folgen)
- 2010: Justice League: Crisis on Two Earths (Film, Stimme Superwoman)
- 2010: Vampire Diaries (The Vampire Diaries, eine Folge)
- 2010: The Boondocks (eine Folge, Stimme Ebony Brown)
- 2011–2012: Transformers: Prime (8 Folgen, Stimme Airachnid)
- 2011–2018: Suits (94 Folgen)
- 2012: Mr. Sophistication (Film)
- 2013: Castle (Folge 5x14 Wenn die Realität zuschlägt)
- 2013–2015: Hannibal (5 Folgen)
- 2015: Revenge (3 Folgen)
- 2015: Con Man (Fernsehserie, eine Folge)
- 2016–2020: Westworld (3 Folgen)
- 2017: The Catch (2 Folgen)
- 2017: Claws (Folge 1x04)
- 2018: Angie Tribeca (Folge 4x07)
- 2018: Final Space (7 Folgen, Stimme)
- 2019: Riverdale (Folge 4x08)
- 2019: Pearson (10 Folgen)
- 2021–2025: 9-1-1: Lone Star (62 Folgen 2x01–5x12)
- seit 2022: The Legend of Vox Machina (Stimme von Keeper Yennen)
- 2023: The Perfect Find (Film)
- 2024: The Everything Pot (Film)